# Ipomoea coptica
Ipomoea coptica (лат.) — вид травянистых растений рода Ипомея (Ipomoea) семейства Вьюнковые (Convolvulaceae). Под текущим таксономическим названием была описана в 1819 году.

## Описание
Однолетнее травянистое растение. Стебли вьющееся или стелющееся, длиной до 1,6 метров. Листья пятилопастные, перисто-надрезанные. Соцветия располагаются в пазухах листьев и содержат от 1 до 3 цветков. Венчик воронковидный, длиной до 12 мм, белого или розового цвета. Плод — шаровидная голая коробочка.

## Ареал
Обитает на пустырях, влажных песчаниках в стланиках и на рисовых полях. Встречается в Южной Африке, Австралии, широко распространена в Индии и Шри-Ланке.

## Охранный статус
Занесена в Международную Красную книгу со статусом Least concern «Вид, вызывающий наименьшие опасения». Лимитирующим фактором является сокращение площадей обитания.

## Лекарственное применение
Холодный настой растения применяют при тошноте и интоксикации.